# Roy Chadwick
Roy Chadwick (* 30. April 1893 in Farnworth, Widnes; † 23. August 1947 in Woodford, Greater Manchester) war ein britischer Flugzeugkonstrukteur. Als Chefkonstrukteur der A.V. Roe & Company war er für fast alle Entwürfe des Unternehmens verantwortlich. 1947 kam er bei einem Testflug ums Leben.

## Leben
Roy Chadwick war der Sohn des Ingenieurs Charles Chadwick. Er absolvierte zunächst eine Ausbildung als technischer Zeichner. Im September 1911 wurde er im Alter von 18  Jahren Assistent von Alliott Verdon Roe in dessen Flugzeugbauunternehmen. Sein erster eigenständiger Entwurf war die Avro Pike von 1915. 1918 stieg er zum Chefkonstrukteur auf.
Sein bekanntester Entwurf war der Bomber Avro Lancaster. Nach der mit diesem Flugzeug durchgeführten Operation Chastise wurde er 1943 als Commander des Order of the British Empire ausgezeichnet. 
Roy Chadwick starb im August 1947 beim Testflug einer Avro Tudor 2. Der Absturz, bei dem alle Insassen des Flugzeugs ums Leben kamen, war durch die fehlerhafte Montage eines Querruders verursacht worden. Zum Zeitpunkt seines Todes arbeitete Roy Chadwick bereits an den Plänen für die Avro Vulcan.